# Wasserturm Lägerdorf
| Wasserturm Lägerdorf   | Wasserturm Lägerdorf    |
| Daten                  | Daten                   |
| ---------------------- | ----------------------- |
| Baujahr:               | 1939                    |
| Turmhöhe:              | 31,2 m                  |
| Nutzhöhe:              | 26,3 m                  |
| Behälterart:           | Hängeboden              |
| Volumen des Behälters: | 100 m³                  |
| Stilllegung:           | 1978                    |
| Ursprüngliche Nutzung: | Versorgung der Gemeinde |
| Heutige Nutzung:       | Existiert nicht mehr    |

Der Wasserturm von Lägerdorf aus dem Jahr 1939 stand auf einem etwas zurückliegenden Grundstück nahe der Breitenburger Straße. Das von Einzelhausgrundstücken umgebene schlichte Bauwerk machte in den letzten Jahren durch die herausgebrochenen Fenster einen baufälligen Eindruck. Der letzte Eigentümer, eine Grundstücksgesellschaft, meldete Insolvenz an und hatte keinen Rechtsnachfolger. Der Turm wurde Ende Juli 2011 abgerissen und das Grundstück ist seitdem herrenlos.

## Bauwerk
Der schmucklose Baukörper in Form eines einfachen Zylinders wurde mit Backsteinen gemauert. Der Turm war 31,2 m hoch und maß ca. 7,5 m im Durchmesser. Zwei schmale gegenüberliegende Fensterreihen belichteten das Innere im Bereich des Treppenaufstiegs. Unmittelbar unter dem Dach befand sich eine umlaufende Reihe kleiner Fenster. Darunter lag im Inneren ein schmiedeeiserner Hängebodenbehälter mit einem Fassungsvermögen von 100 m³ Wasser. Ein Kegeldach schloss den Bau nach oben ab.
→ Näheres zu den Behälterformen im Hauptartikel Wasserturm

## Geschichtliches zur Lägerdorfer Wasserversorgung
Die Industrialisierung im 19. Jahrhundert veränderte den Ort, nachdem Kreide gefunden wurde und sich 1860 die Zementindustrie in Lägerdorf ansiedelte Das ehemalige Bauerndorf gelangte zu überregionaler wirtschaftlicher Bedeutung. Dennoch gab es bis 1938 keine zentrale Wasserversorgung. Die Hausbesitzer hatten eigene Brunnen mit Pumpe. Die Brunnen versiegten allerdings nach und nach, weil aus den nahen Kreidegruben das Grundwasser abgepumpt wurde. Außer den Brunnen gab es ein kleines Wasserwerk der Alsen´schen Zementfabrik. Das Wasser wurde in die Straßen geleitet, wo sich die Bevölkerung an Zapfstellen versorgen konnte. Auch diese Versorgung reichte in den 1930er Jahren nicht mehr aus.
1938 baute die Gemeinde ein Grundwasserwerk am Hochholz nach Plänen des Ingenieurs Gustav Vaupel. Aus zwei 25 m bzw. 32 m tiefen Brunnen konnten bis zu 45 m³ Wasser pro Stunde gefördert werden. Zur Anlage gehörte auch der Wasserturm in der Ortsmitte, von dem aus das Wasser in die einzelnen Haushalte gelangte.

## Stilllegung und Abbruch
Die Schleswag, die 1969 das Wasserwerk von der Gemeinde übernommen hatte, legte es 1978 still. Das Wasser wird seitdem vom Wasserbeschaffungsverband Krempermarsch bezogen.
Der Wasserturm hat danach keine neue Nutzung gefunden und war seit Jahren baufällig. 2010 stellte die Gemeinde Lägerdorf auf Grund der von dem Bauwerk ausgehenden Gefährdung der öffentlichen Sicherheit (z. B. durch aus dem Mauerwerk fallende Steine) einen Antrag auf Abriss. Durch die relativ dichte Bebauung um das Grundstück war die Beseitigung schwierig, es wurden Kosten von 100.000 Euro angenommen. Ende Juli 2011 wurde der Wasserturm abgerissen.